# Wetipquin
Wetipquin is een Amerikaanse plaats in Wicomico County, Maryland. 

## Geboren
- Sarah E. Wright (1929-2009), schrijfster